# Jacques Daoust
Pour les articles homonymes, voir Daoust.
Jacques Daoust, né le 17 février 1948 à Verdun et mort le 3 août 2017 à Montréal, est un homme d'affaires, administrateur et homme politique québécois.
Il occupe le poste de président et chef de la direction d’Investissement Québec et de ses filiales de 2006 à 2013. Il est élu député libéral de Verdun lors des élections générales de 2014 et est nommé ministre de l'Économie, de l’Innovation et des Exportations. Il devient ensuite ministre des Transports en janvier 2016, avant de quitter la vie politique sept mois plus tard à cause d'un scandale lié à sa participation présumée dans la vente de RONA.

## Biographie

### Formation
Natif de Verdun, Jacques Daoust obtient un baccalauréat en arts à l’Université de Montréal en 1968 et un baccalauréat en administration des affaires à l’École des hautes études commerciales de Montréal (HEC) en 1972. En 1981, il entreprend une maîtrise en administration des affaires (MBA) à l’Université Laval de Québec qu’il termine deux ans plus tard. Tout au long de sa carrière, il perfectionne ses connaissances du secteur financier ce qui lui permet d’obtenir notamment un Brevet de l’Institut des banquiers canadiens, de courtier en valeurs de plein exercice, de planificateur financier, de conseiller en valeurs de plein exercice et de dirigeant pour le compte d’un courtier de plein exercice.

### Carrière
Après avoir occupé des postes de cadre intermédiaire et sénior successivement au ministère de la Défense nationale (Canada) (directeur), aux Industries Valcartier (vice-président) et au groupe SNC (Québec) (vice-président), il devient premier vice-président à la Banque nationale du Canada en 1986. Il occupe par la suite divers postes de direction, dont les présidences de Placements Banque Nationale et de Gestion de portefeuille Natcan, filiales au sein de cet important groupe financier. 
En 1998, il devient vice-président exécutif à la Banque Laurentienne pour être promu, quelques années plus tard, premier vice-président exécutif de cette institution. Pendant ce mandat, il préside aussi le Trust Banque Laurentienne. Par la suite, il occupe le poste de président et chef de la direction de BLC Edmond de Rothschild gestion d’actifs Inc. jusqu’à la vente de cette société au groupe financier Industrielle Alliance en 2005.
Après un court passage à titre de professeur invité aux HEC de Montréal, il est nommé, en juin 2006, président et chef de la direction d’Investissement Québec par décret du Conseil des ministres du gouvernement du Québec. Cette société qui a pour mission de favoriser la croissance de l’investissement au Québec, contribuant ainsi au développement économique du Québec et à la création d’emplois, dispose de plusieurs outils financiers pour aider les entreprises à réaliser leurs projets. Investissement Québec dispose de 16 centres d’affaires au Québec et de 8 bureaux internationaux. Il quitte la présidence d'Investissement Québec en 2013 après avoir procédé avec succès à la fusion d'Investissement Québec et de la Société Générale de Financement (SGF) de 2011 à 2013.
Conférencier recherché, Jacques Daoust a siégé à plus de 25 conseils d’administration au cours de sa carrière[réf. nécessaire].
En 1994, la Fédération des Chambres de Commerce du Québec a décerné le prix Mercure à l’entreprise qu’il dirigeait, catégorie Développement de la main-d’œuvre ». Aussi, en 1995, l’Association des professionnels en ressources humaines du Québec (devenu l’Ordre des Conseillers en Ressources Humaines et en Relations Industrielles Agréés du Québec (ORHRI) lui a remis un Trophée Iris  du mérite annuel. Il s'est également vu décerner le prix Hermès 2008 de la Faculté des sciences de l'administration de l'Université Laval, qui « vise à honorer des personnalités du monde des affaires, diplômées de la FSA, qui par leur cheminement de carrière exceptionnel servent d'exemples à la relève en gestion ». En 2009, il a été proclamé MBA de l'année par l'Association des MBA du Québec, qui honore chaque année, à l'occasion de son gala annuel, « un MBA remarquable qui fait la différence dans la communauté des affaires ». Enfin, en 2011, il a reçu le prix Grands diplômés de l’Université Laval, qui rend hommage aux diplômés qui ont particulièrement fait honneur à l'Université Laval et à leur profession par leurs activités professionnelles et leur contribution à la société.

### Politique
À l'occasion des élections générales québécoises de 2014, Philippe Couillard souhaite faire monter de nouvelles têtes issues de la société civile pour remettre le Parti libéral du Québec au pouvoir. Il présente en mars 2014 les candidatures de trois personnalités venues du secteur économiques à qui sont réservées des fiefs libéraux : Carlos Leitao, économiste en chef à la Banque Laurentienne, Martin Coiteux, économiste de la Banque du Canada et Jacques Daooust, en tant qu'ex-PDG d'Investissement Québec. Ce « trio économique » est souvent mis en avant par les médias.
Candidat dans Verdun, circonscription libérale depuis sa création en 1965. Il est élu député 50,59 % et 8 901 voix d'avance sur Lorraine Pintal, candidate vedette du Parti québécois. Il est nommé Économie, de l’Innovation et des Exportations.  Durant son passage dans ce ministère, le gouvernement du Québec octroie un milliard de dollars US à Bombardier afin de financer la fin du programme de développement de la CSeries, décision qui fera débat.  Il change de fonction pour devenir ministre des Transports en janvier 2016. Il déposera un projet de loi pour la réglementation de l'industrie du taxi, en lien avec la présence grandissante d'Uber au Québec.  Il quitte la vie politique sept mois plus tard à cause d'un scandale lié à sa participation présumée dans la vente de RONA.

### Décès
Jacques Daoust meurt le 3 août 2017 à Montréal, à la suite d'un accident vasculaire cérébral.

## Résultats électoraux
|                                                                                               | Nom                    | Parti              | Nombre de voix | %      | Maj.  |
| --------------------------------------------------------------------------------------------- | ---------------------- | ------------------ | -------------- | ------ | ----- |
|                                                                                               | Jacques Daoust         | Libéral            | 17 172         | 50,6 % | 8 901 |
|                                                                                               | Lorraine Pintal        | Parti québécois    | 8 271          | 24,4 % | -     |
|                                                                                               | Benoit Richer          | Coalition avenir   | 4 151          | 12,2 % | -     |
|                                                                                               | Rosa Pires             | Québec solidaire   | 3 277          | 9,7 %  | -     |
|                                                                                               | Antonin Bergeron-Bossé | Vert               | 713            | 2,1 %  | -     |
|                                                                                               | Julien Longchamp       | Option nationale   | 160            | 0,5 %  | -     |
|                                                                                               | Raynald St-Onge        | Bloc pot           | 157            | 0,5 %  | -     |
|                                                                                               | Eileen Studd           | Marxiste-léniniste | 42             | 0,1 %  | -     |
| Total                                                                                         | Total                  | Total              | 33 943         | 100 %  |       |
| Le taux de participation lors de l'élection était de 70,7 % et 409 bulletins ont été rejetés. |                        |                    |                |        |       |